# Евплова, Тамара Васильевна
Тамара Васильевна Евплова (18 мая 1937, Москва — 22 февраля 2018, там же) — советская фехтовальщица на рапирах. Мастер спорта СССР (1957).

## Карьера
Воспитанница московского «Спартака» и тренера Д. А. Душмана. Занималась фехтованием на рапирах с 14 лет. С 18 лет — член сборной СССР.
На чемпионате мира 1956 года стала чемпионкой в командной рапире.